# Luftförsvarsgruppcentral

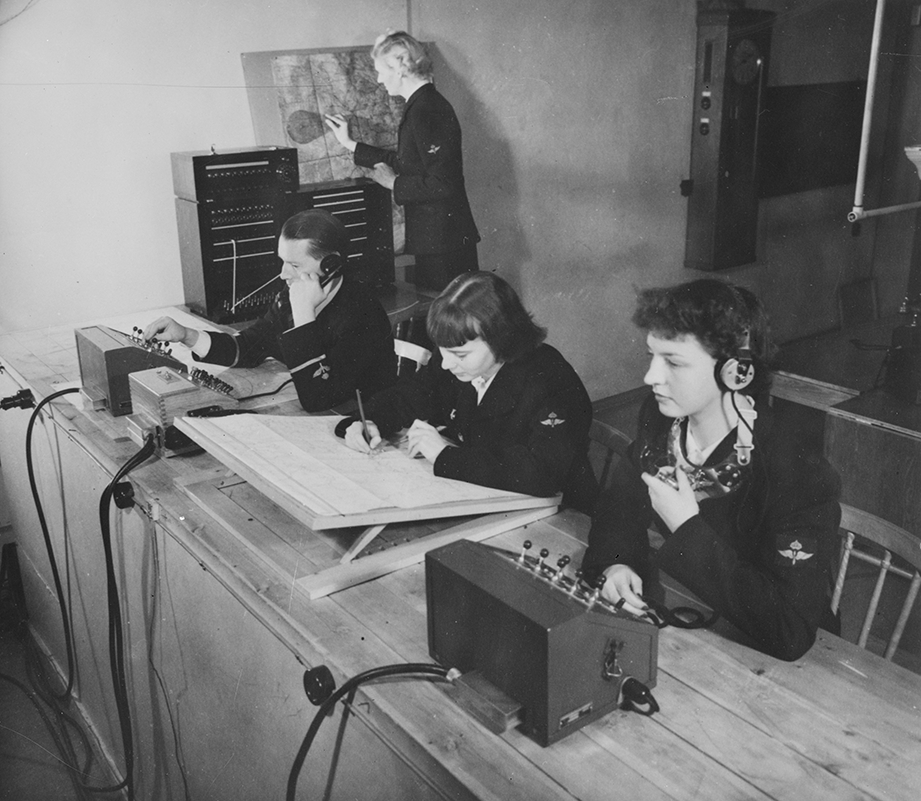
Försöksanläggning för luftförsvarsgruppcentral, Lgc, i lektionsalsbyggnaden på F 13, 1951. En officer och tre luftförsvarslottor i arbete.

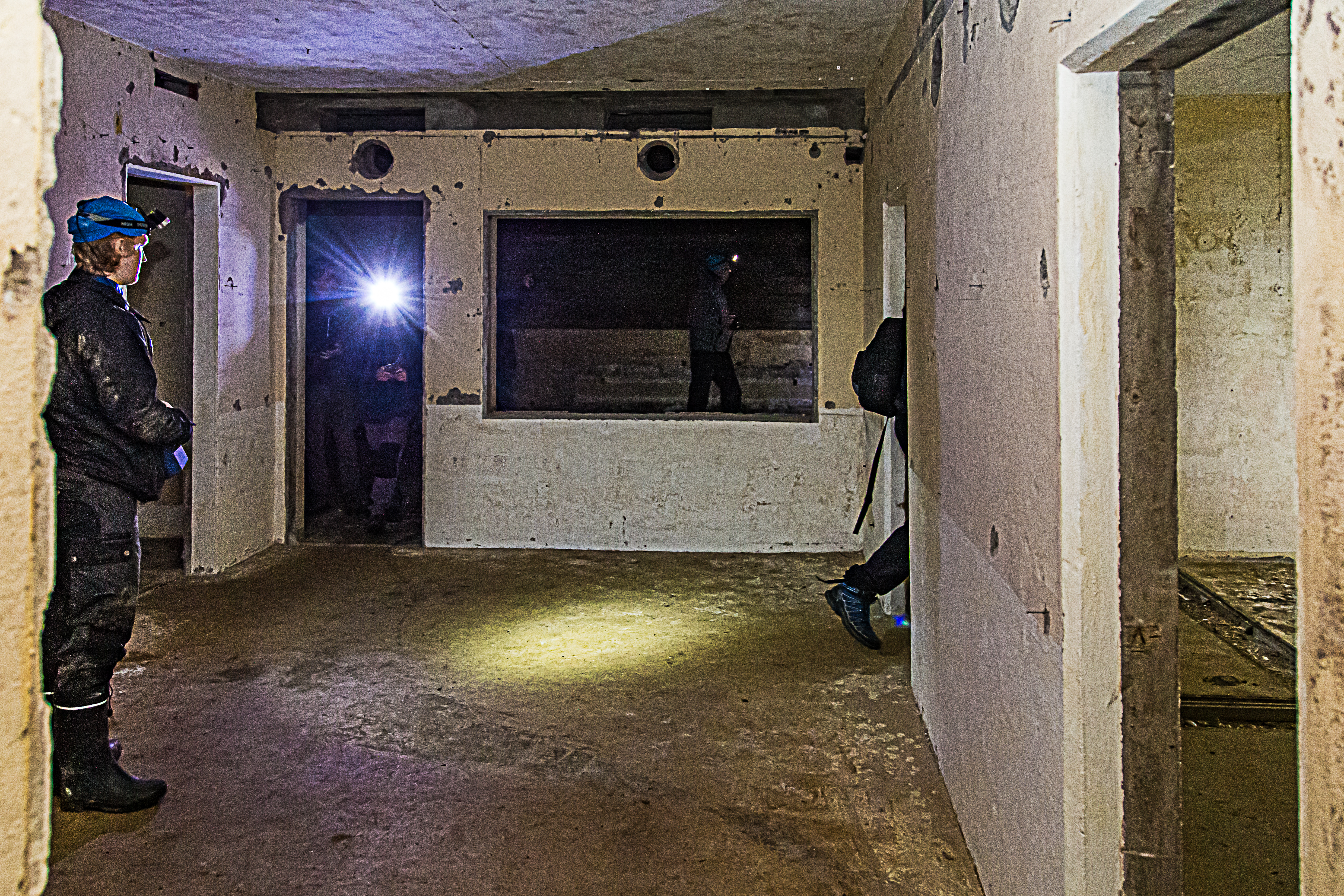
Visning av nedlagda och tömda LGC Krickan nedsprängd i Stadsberget, Hedemora 2016, vars plombering bröts för en dag och sedan åter plomberades.

Luftförsvarsgruppcentral (LGC) var en svensk central under STRIL 50 och STRIL 60 med uppgift att filtrera informationen från luftbevakningsstationer för vidare befordran till sektorns luftförsvarscentral. Systemet bestod av ett sextiotal anläggningar.
Luftförsvarsgruppcentral S16, kodnamn ”Sländan”, i Åstorp invigdes 1954. ”Sländan” är den enda helt bevarade anläggningen, och har öppna visningar.